# Steinmetzite
La steinmetzite est un minéral phosphaté très rare de formule Zn2Fe(PO4)2(OH)·3H2O. Elle a été découverte dans les pegmatites de Hagendorf en Bavière (Allemagne), célèbres pour leurs minéraux phosphatés rares. La steinmetzite est chimiquement apparentée à la phosphophyllite et à d'autres phosphates de zinc et de fer, à savoir la plimérite et la zinclipscombite,.

## Historique
La steinmetzite a été nommée en l'honneur d'Hermann Steinmetz (1879-1964), conservateur de minéralogie au musée Sammlung des Bayerischen Staates de Munich et professeur de minéralogie et de géologie à la Technische Hochschule de cette ville. Steinmetz a publié la première analyse correcte de la phosphophyllite, à laquelle la steinmetzite est étroitement associée. Elle a été découverte en 2015 décrite en 2017.

## Propriétés
Sa densité calculée est de 2,96 g/cm3, et elle présente une biréfringence négative. La structure triclinique de la steinmetzite est liée à celle de la phosphophyllite, avec des paramètres de cellule unitaire a = 10,438 Å, b = 5,102 Å, c = 10,546 Å, α = 91.37°, β = 115.93°, γ = 94.20°, V = 502,7) Å3, et Z = 2. Les principales raies du modèle de diffraction des rayons X sur poudre sont observées à 9,313 Å, 5,077 Å, 4,726 Å, 4,657 Å, 3,365 Å, 3,071 Å et 2,735 Å. En 2023, il n'y a toujours pas de données sur sa dureté probablement en raison de la zone amorphe de sa structure.

## Environnement et gisements
La steinmetzite se forme dans une zone hautement oxydée de la mine Cornelia à Hagendorf-Süd par altération de la phosphophyllite dans un processus proche de la surface d'hydratation et faible altération aqueuse souterraine (mode paragénétique 22). Des pseudomorphes de phosphophyllite coexistent avec le minéral, présentant une apparence opaque laiteuse et une croûte d'altération jaune à orange. 
Les minéraux associés comprennent l'albite, l'apatite, la chalcophanite, la jahnsite, la mitridatite, la muscovite, le quartz et la wilhelmgümbelite. Mindat.org, la base de données minéralogiques, recense deux gisements : la pegmatique de Hagendorf et depuis 2018, la mine Foote Lithium Co., dans le district de Kings Mountain en Caroline du Nord au États-Unis.